# Yumi
Yumi (弓, ゆみ?) es el término japonés para los arcos. Los yumi japoneses se dividen en arcos largos (daikyu) y arcos cortos (hankyu), usados en la práctica del kyudo (弓道, el tiro con arco japonés). El yumi es excepcionalmente alto (rondando los más de dos metros), sobrepasando la altura del arquero (kyudoka). Hechos tradicionalmente de bambú, madera y cuero, usando técnicas que no se han cambiado durante siglos, aunque algunos arqueros (normalmente principiantes) pueden usar yumi sintéticos. El yumi es asimétrico; las palas superiores e inferiores son diferentes y la empuñadura está situada aproximadamente a un tercio de la distancia de la punta inferior. Se cree que la forma asimétrica fue diseñada para el uso sobre caballo, donde el yumi podría ser movido de un lado a otro con facilidad.

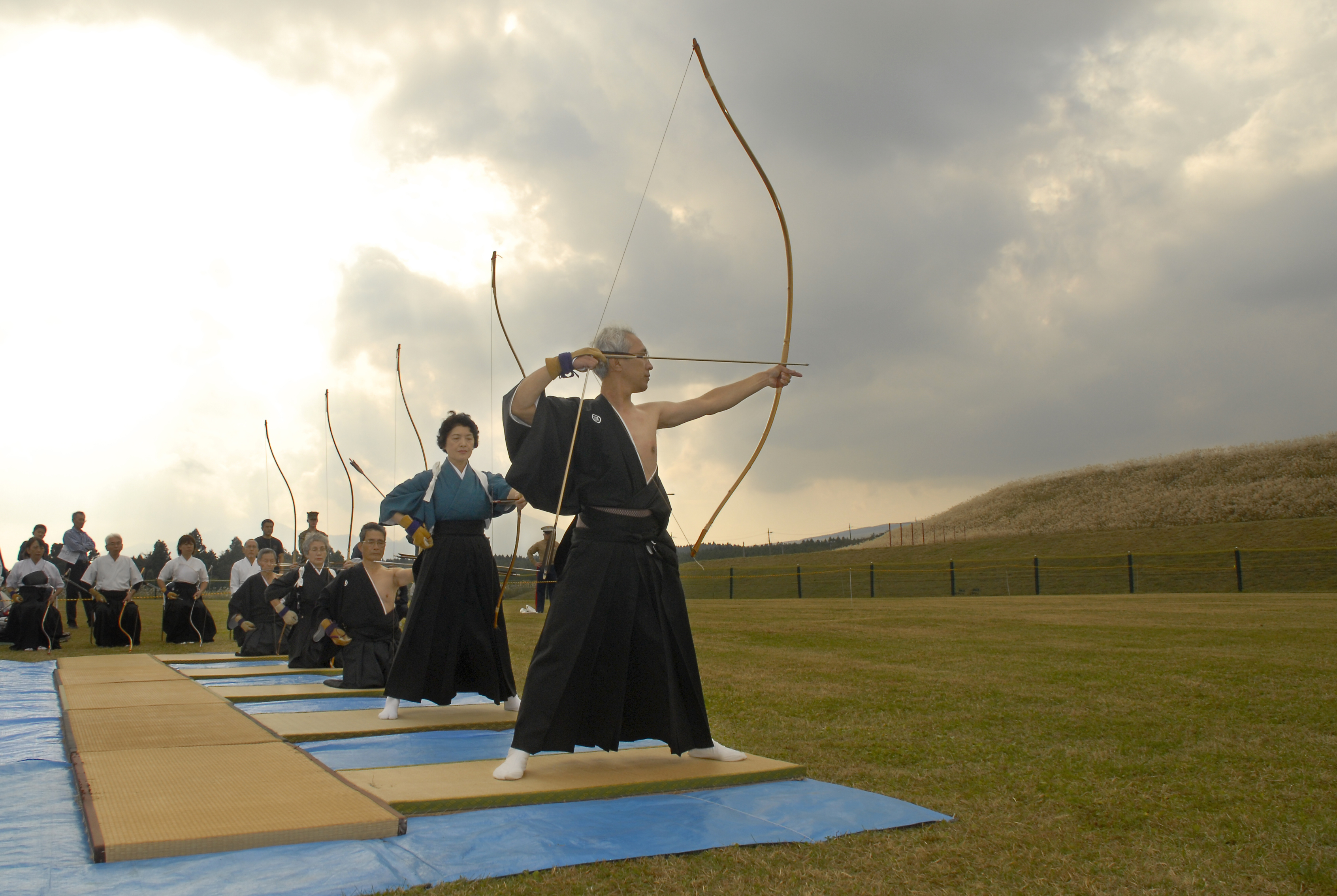
Practicantes de Kyūdō

La cuerda (tsuru) de un yumi está tradicionalmente hecha de cáñamo, aunque los arqueros más modernos usan cuerdas hechas de materiales sintéticos como el kevlar, que resisten más tiempo (alrededor de mil disparos). Las cuerdas por lo general no son substituidas hasta que se rompen; esto causa que el yumi se doble en la dirección opuesta al modo que está estructurado, y está considerado como beneficioso para la integridad del yumi. El punto de apoyo para la flecha se mejora mediante el uso del cáñamo y de la cola, protegiendo la cuerda y proporcionando así un grosor que ayuda a mantener la muesca de la flecha sobre la cuerda mientras se dispara.
Los severos arqueros de kyudo tratan al yumi con profundo respeto, como piezas de gran poder; como profesores, enseñan al alumno el dicho que reza que el yumi conserva dentro de él parte del espíritu de la persona que lo hizo. Un estudiante kyudo nunca lo pisará mientras esté sobre el suelo (es considerado irrespetuoso), y por supuesto tratará al yumi como desearía ser tratado él mismo (por ejemplo manteniéndolo lejos del calor excesivo o frío, resguardado del exceso de humedad o sequedad y será sostenido erguido). También está considerado como irreverente el tocar el yumi de otra persona sin su permiso; el yumishi ('fabricante de yumi') Kanjuro Shibata sensei (sensei: 'maestro') dice que es como tocar al cónyuge de otra pareja.

## Historia
Ya en la etapa previa al orden samurái (1185) el arco y las flechas eran un arma básica para el combate, mucho más utilizada que la espada. De tiempos muy remotos, en el periodo Yayoi (250 a. C. – 330 d. C.) se sabe que el yumi adquiere su forma asimétrica, una característica particular cuya razón de ser originaria es incierto. Aun así, varios historiadores coinciden en la razón por la que esa característica se ha mantenido hasta el día de hoy: facilitar el disparo a lomos del caballo. Curiosamente, el diseño del arco chino es el convencional, es decir, simétrico: el artesano trabaja el material para equilibrar ambos extremos del arma para darle un acabado equilibrado. Como todo elemento de la cultura china también llegó a tierras japonesas, pero no logró reemplazar al yumi, cuyo diseño a priori menos elaborado se impuso.
El paso de los siglos añadió complejidad y sofisticación a la fabricación del yumi, cuyos materiales principales son la madera y el bambú, con un remate opcional de piel en la empuñadura para su mejor ergonomía, mientras que la cuerda es de cáñamo. Es interesante descubrir que la técnica utilizada en el siglo XVI es prácticamente la misma que la que se utiliza hoy en día para la práctica de tiro con arco en Japón, salvo que hoy también se fabrican de material sintético para abaratar costes y facilitar el mantenimiento.

## Fabricación

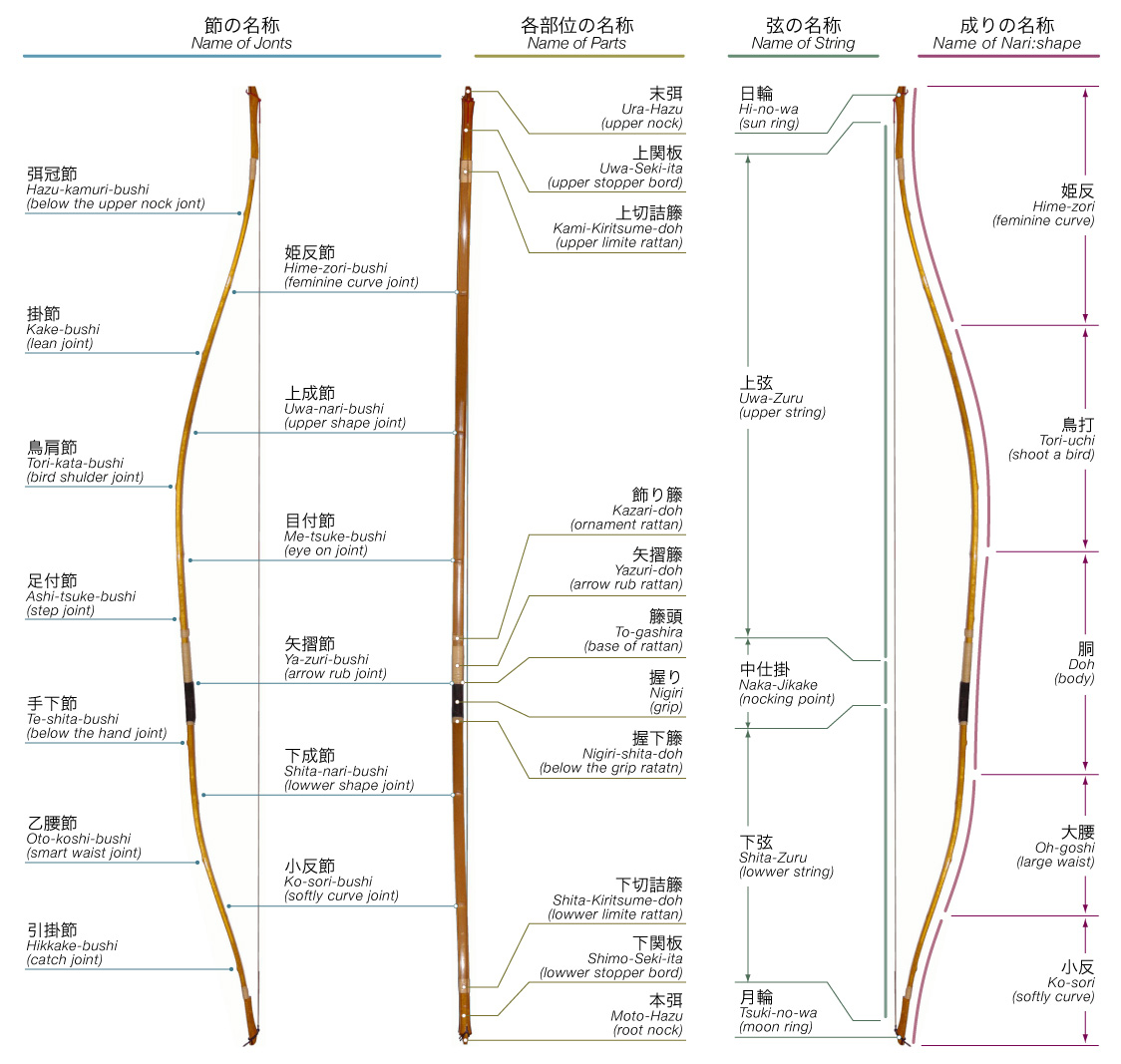

El arco japonés clásico y tradicional está hecho esencialmente de bambú o take, de 2 tiras de bambú específicamente, el método tradicional especifica que la calidad del bambú utilizado para un arco Yumi debe ser excepcional, este debe estar seco y para ello se cosechan los mejores árboles durante el invierno, para cada arco se usa un árbol de bambú “kara take”, pero este debe cumplir con unas determinadas características: primero el bambú no debe tener ninguna grieta y la distancia entre los nudos debe ser específica, usualmente esta distancia se determina gracias al uso uso de una plantilla, posteriormente el tronco de bambú elegido es cortado en listones (4 generalmente) y puesto a secar en un ahumadero por un período de 6 meses, pasado este tiempo los listones ya estarían listos para ser trabajados por el artesano.
Se usan 2 o 3 piezas diferentes de madera de bambú para formar el cuerpo del arco, se engrasan y dejan secar al sol durante dos semanas (proceso sujeto a las inclemencias del tiempo), pasan por el fuego de un horno de carbón para limpiarlas y ayudar a deshacerse los aceites, en vista de que cada pieza es diferente el artesano debe decidir el grosor de las mismas para lograr el nivel de flexibilidad que él desea que cada arco posea, fracciones de milímetros pueden influir en la flexibilidad y lleva años comprender como se comporta y se mueve la madera, una vez las piezas tienen el grosor que el artesano quiere se pegan, seguidamente las piezas pegadas que conformarán el cuerpo del arco son atadas en modo entrecruzado con una cuerda entrenzada esta mantiene las piezas juntas y son la clave para que se logre la curvatura del arco, antes de que seque el pegamento, se introducen entre la cuerda y el arco pequeñas piezas de bambú que se utilizarán para mantener la posición del arco una vez se empiece a doblar, primero suavemente para ir luego doblando un poco más y que el cuerpo del arco adquiera una curvatura que irá aumentando paulatinamente hasta llegar a la curva perfecta según el criterio del artesano una vez adquirida dicha curva, se lo pone sobre un bastidor especial para ser encordado (o sea, para que se le coloque la cuerda); originalmente la cuerda o “Tsuru” del arco, parte fundamental del arma, estaba fabricada con fibra vegetal, por lo general de cáñamo, y estaba recubierta de cera natural para aumentar su resistencia y para hacerla más lisa, también a la cuerda se la cubría con una mezcla de resina de pino y aceite llamada “kusune” esto era para fortalecerla. La tensión que producía era máxima y eso hacía que en ocasiones fuese necesaria la ayuda de varios hombres para encordar el arco, hoy en día la cuerda natural ha sido sustituida por un cable de acero o de kevlar que duran el doble o más que la cuerda natural, por cierto que la cuerda solo se cambia o sustituye cuando se rompe, nunca antes pues de hacerlo esto puede afectar el nivel natural de curva del arco y su posterior rendimiento.

## Uso
El arco tenía que ser levantado a la altura de la cabeza del jinete para poder disparar adecuadamente. La práctica del caballo y el arco dieron lugar al “yabusame” una demostración ritual del arte de la arquería montada japonesa, y la cual es practicada hasta nuestros días. La técnica del uso del arco a caballo necesitaba de mucha práctica, ya que solo se podía disparar por el lado izquierdo del jinete y se contaba con un ángulo de disparo de 45°. Esto se complicaba en mayor medida si el jinete portaba una armadura, vale mencionar que el samurái debía ser capaz no solo de disparar a pleno galope sino de mantener el equilibrio y la concentración a la vez de ser capaz de controlar al caballo solo con sus piernas.
Cuando el samurái hacía uso del Yumi ya en tierra la técnica para hacerlo era tan estudiada y concienzuda como la de hacerlo a caballo, si se encontraban a distancia del enemigo la formación de arqueros disparaban sus arcos acuclillados o de pie siempre en filas paralelas una detrás de otra; cuando avanzaban hacia el enemigo lo hacían de la misma manera pero alternándose, mientras una fila disparaba la otra recargaba, esto garantizaba que la lluvia de flechas fuera casi ininterrumpida mientras la formación de arqueros avanzaba más y más hacia sus contrincantes, solo cuando estaban a muy corta distancia o cuando se les acababan las flechas, en el combate cuerpo a cuerpo, usaban el arco a modo de lanza y cargaban contra el enemigo, el arco podía ser usado como un arma aún sin sus flechas.